# 사이가와역
사이가와역(일본어: 犀川駅)은 일본 후쿠오카현 미야코 군 미야코정에 위치한 헤이세이 지쿠호 철도 다가와 선의 철도역이다. 상대식 승강장 2면 2선의 구조를 갖춘 지상역이다.

## 타는 곳
| 1 | ■ 다가와 선 | 하행 | 가나다 · 노가타 방면   |                              |
| 2 | ■ 다가와 선 | 상행 | 도요쓰 · 유쿠하시 방면 | 당 역 시발 열차는 1번 승강장 |

## 역 주변
- 이마가와 강
- 미야코 정청 사이가와 지소

## 역사
- 1897년 4월 20일 : 호슈 철도의 역으로서 개업.
- 1901년 9월 3일 : 규슈 철도가 호슈 철도를 합병.
- 1907년 7월 1일 : 규슈 철도가 국유화. 관설 철도의 역이 됨.
- 1971년 10월 20일 : 화물 취급 폐지.
- 1987년 4월 1일 : 일본국유철도 분할 민영화에 의해, 규슈 여객철도에 승계.
- 1989년 10월 1일 : 헤이세이 치쿠호 철도로 이관.

## 인접 역
| 헤이세이 지쿠호 철도 ■ 다가와 선   | 헤이세이 지쿠호 철도 ■ 다가와 선 | 헤이세이 지쿠호 철도 ■ 다가와 선 |
| ---------------------------------- | -------------------------------- | -------------------------------- |
| 히가시사이가와산시로 유쿠하시 방면 | ■ 다가와 선                      | 사키야마 다가와이타 방면         |